# Ганс Моргентау
Ганс Моргентау (*17 лютого 1904 — †19 липня 1980) — американський науковець німецько-єврейського походження (ашкеназі), засновник теорії політичного реалізму в теорії міжнародних відносинах. Професор Чиказького університету.

## Біографія
Народився 1904 року в Німеччині. Навчався в університетах Берліна, Франкфурта і Мюнхена, згодом викладав і працював практикуючим юристом у Франкфурті. З 1932 р. викладав в університеті Женеви, а потім у Мадриді. У 1937 р. емігрував у США. У 1943 р. вчений одержав запрошення на роботу до Чиказького університету, надавши нового подиху відомій чиказькій школі політології.
Ганс Моргентау читав лекції в багатьох американських університетах, включаючи Гарвард і Єль. Він очолював Центр вивчення американської зовнішньої політики в Чиказькому університеті, був членом Дослідницького інституту в Принстоні, членом Вашингтонського центру вивчення зовнішньої політики і старшим науковим співробітником Ради з міжнародних відносин. Крім цього, Ганс Моргентау був консультантом державного департаменту США і міністерства оборони.
Найбільшу популярність і визнання одержала його книга «Політичні відносини між націями. Боротьба за владу і мир», яка вийшла у 1948 р. і стала маніфестом школи політичного реалізму.

## Шість принципів політичного реалізму
Історія політичних ідей, на думку Моргентау — це боротьба двох точок зору на природу людини, суспільства і політики. Представники однієї вірять у можливість раціонального і одночасно заснованого на моральних принципах політичного порядку. Вони вірять у споконвічну чесноту людської природи і можливість удосконалення суспільства шляхом утворення і реформ. Прихильники іншої точки зору — концепції політичного реалізму — вважають, що світ недосконалий. Щоб створити раціонально обґрунтований політичний порядок, необхідно враховувати недосконалу природу людини. Для сучасного світу характерні конфлікти інтересів. Значить, принцип існування всіх плюралістичних суспільств заснований на балансі інтересів, на системі стримувань і противаг.
Згідно з концепцією політичного реалізму суттю міжнародних відносин є боротьба за владу між суверенними державами, що прагнуть до глобального чи регіонального домінування. Саме ця боротьба є основним детермінуючим чинником міжнародної політики. У процесі боротьби за реалізацію національних інтересів у сфері міжнародних відносин кожна держава посідає місце, що відповідає ЇЇ силі. При цьому сила держави визначається як її економічним та воєнним потенціалом, так і союзницькими відносинами з іншими державами, авторитетом на міжнародній арені.
Отже, шість фундаментальних принципів політичного реалізму на думку Моргентау:
(1) Політика, як і суспільство в цілому, управляється об'єктивними законами, вкоріненими в незмінній і далеко не досконалій природі людини, спроби зміни яких завжди приречені на невдачу; можна створити теорію, яка більш-менш відображає ці закони.
(2) Політичний реалізм враховує значущість політичної дії з моральної точки зору. Він також враховує неминуче суперечність між моральним приписом та вимогами політичної дії.
(3) Основна ознака політичного реалізму — концепція інтересу, що визначається в термінах влади / сили, яка раціонально впорядковує предмет політики, тим самим роблячи можливим її теоретичне розуміння.
(4) Інтерес, який визначається як влада / сила, — об'єктивна, універсально обґрунтована категорія, але не тому, що вона нібито встановлена раз і назавжди; зміст і спосіб владарювання обумовлені політичним і культурним контекстом.
(5) Відмова від ототожнення моральних устремлінь конкретної держави з універсальними моральними законами: жодна держава не володіє монопольним правом на доброчесність, на встановлення того, «що добре, а що погано» з моральної точки зору; саме концепція інтересу запобігає зловживанням такого роду.
(6) Політична сфера є автономною; для політика визначення інтересу як влади / сили — те ж саме, що для економіста визначення інтересу як багатства.
Інше представлення шести принципів:
Перший принцип політичного реалізму пов'язаний з імовірнісним характером політичної діяльності у сфері міжнародних відносин. Під політичним реалізмом Ганс Моргентау розумів таку політичну доктрину, яка заснована на обліку суперечливих сторін людської природи і визнання обмежених можливостей для побудови справедливого і морального політичного порядку. Політичний реалізм також заснований на положенні, що всякі дії з удосконалення суспільства — це різновид ризикової діяльності.
Другим принципом політичного реалізму є принцип національних інтересів, що розуміються в термінах влади і могутності. Концепція національного інтересу дозволяє розглядати міжнародну політику як сферу, відносно незалежну від таких областей, як економіка, релігія, етнічні відносини. Моргентау зазначає, що без подібного теоретичного допущення неможливо створити теорію політики. Далі він продовжує, що саме поняття інтересу, трактованого в термінах влади і могутності, дає можливість теоретичного розуміння міжнародних відносин і міжнародної політики.
Третій принцип політичного реалізму полягає в тому, що політичний реалізм позбавляє теорію міжнародних відносин двох помилок — дослідження мотивів і намірів, що лежать в основі політичних дій, а також вивчення ідеологічних уподобань суб'єктів міжнародних відносин. Точка зору, згідно з якою ключем до розуміння зовнішньої політики є виключно мотиви державного діяча, помилкова. Зовнішню політику не можна розглядати через психологічні феномени.
Четвертий принцип стверджує, що універсальні моральні принципи не застосовуються в міжнародній політиці самі по собі, але повинні застосовуватися відповідно до конкретних обставин місця й часу.
П'ятий принцип вказує на те, що не можна ставити знак рівності між моральними прагненнями однієї держави і універсальними моральними законами, а також не можна вдаватися до гасел, таких як «Бог за нас».
Шостий принцип: політичний реалізм - автономна сфера, де інтерес визначається як влада; в політиці влада є таким же ключовим поняттям, яким в економіці є багатство, вигода. Для юриста подібним ключовим поняттям є відповідність закону, для мораліста - слідування моральним принципам.